# Frank McGrath (kulturysta)
Frank McGrath (ur. 9 sierpnia 1978 r. w St. John’s w prowincji Nowa Fundlandia i Labrador) − profesjonalny kanadyjski kulturysta.

## Życiorys
Jest członkiem federacji IFBB (International Federation of BodyBuilders), w zawodach kulturystycznych konkuruje w kategoriach wagowych ciężkiej i superciężkiej.
Początkowo kulturystyką zajmował się amatorsko, jednak w 2003 roku podczas CBBF Canadian Championships uzyskał kartę zawodnika profesjonalnego.
Posiada jedne z najbardziej rozbudowanych ramion w branży sportu kulturystycznego. Uznawany jest za najlepszego kulturystę w historii Nowej Fundlandii.
Mieszka w kanadyjskiej miejscowości Dunville.
Warunki fizyczne:
- wzrost: 180 cm
- waga w sezonie: 109 kg
- waga poza sezonem: 120 kg

## Osiągi
- 2000:
  - Newfoundland Championships − federacja CBBF, kategoria superciężka − I m-ce
  - Newfoundland Championships − fed. CBBF − całkowity zwycięzca
- 2001:
  - Canadian Championships − fed. CBBF, kat. superciężka − VI m-ce
- 2003:
  - Canadian Championships − fed. CBBF, kat. superciężka − I m-ce
  - Canadian Championships − fed. CBBF − całkowity zwycięzca
- 2004:
  - Toronto Pro Invitational − fed. IFBB − XII m-ce
- 2009:
  - Tampa Bay Pro − fed. IFBB, Open − IX m-ce
- 2011:
  - Mr. Olympia − fed. IFBB − poza czołówką
  - Tampa Bay Pro − fed. IFBB, kat. "open" − III m-ce
  - Toronto Pro Invitational − fed. IFBB, kat. "open" − IV m-ce